# Jornada (reunión)
Se denomina jornada a la reunión que se celebra en un solo día con una duración mínima de seis horas. Según el Spain Convention Bureau, entidad dependiente de la Federación de Municipios y Provincias de España que engloba a las ciudades españolas más importantes por organización de congresos, en este país se registraron en 2004 un total de 6.328 jornadas con un total de más de un millón de participantes y una media de 170 personas por acto.